# Quebrada Sasari
Quebrada Sasari är ett periodiskt vattendrag i Bolivia.   Det ligger i departementet La Paz, i den centrala delen av landet, 300 km nordväst om huvudstaden Sucre.
Omgivningarna runt Quebrada Sasari är i huvudsak ett öppet busklandskap. Runt Quebrada Sasari är det ganska glesbefolkat, med 22 invånare per kvadratkilometer.